# Miss Tiffany's Universe
Miss Tiffany's Universe es un concurso de belleza para mujeres transgénero que se celebra a mediados de mayo en Pattaya en el Reino de Tailandia. Se ha llevado a cabo anualmente desde 2004. El concurso de Miss Universo Tiffany se celebra anualmente y está recibiendo atención de los medios porque se transmitirá en vivo por la televisión nacional tailandesa con un promedio de 15 millones de espectadores. El Reino de Tailandia utiliza este certamen para promover Pattaya como una ciudad turística y mejorar la imagen de Pattaya en el extranjero. La organización Miss Universo Tiffany también patrocina eventos de caridad para los menos afortunados dentro de la comunidad local juntamente con la Real Fundación de afectados de VIH. El objetivo de este concurso es promover Pattaya como destino turístico mundial y para mostrar las playas de la bahía de Pattaya.

## Ganadoras
| Año del certamen | Nombre de la ganadora               | Provincia de origen de la ganadora | Nombre del teatro               | Celebrado en la provincia de: | Número de participantes en el certamen |
| ---------------- | ----------------------------------- | ---------------------------------- | ------------------------------- | ----------------------------- | -------------------------------------- |
| 2019             | Ruethaipreeya Nuanglee              | Sukhothai                          | Tiffany’s Show Theatre, Pattaya | Chon Buri                     | 30                                     |
| 2018             | Kanwara Kaewjin                     | Bangkok                            | Tiffany’s Show Theatre, Pattaya | Chon Buri                     | 30                                     |
| 2017             | Rinrada Thurapan                    | Bangkok                            | Tiffany’s Show Theatre, Pattaya | Chon Buri                     | 30                                     |
| 2016             | jiratchaya sirimongkolnawin         | Bangkok                            | Tiffany’s Show Theatre, Pattaya | Chon Buri                     | 30                                     |
| 2015             | sopida siriwattananukoon            | Nonthaburi                         | Tiffany’s Show Theatre, Pattaya | Chon Buri                     | 30                                     |
| 2014             | nitsa katrahong                     | Prachuab Khiri Khan                | Tiffany’s Show Theatre, Pattaya | Chon Buri                     | 30                                     |
| 2013             | nethnapada kanrayanon               | Samut Prakan                       | Tiffany’s Show Theatre, Pattaya | Chon Buri                     | 30                                     |
| 2012             | panvilas mongkol                    | Bangkok                            | Tiffany’s Show Theatre, Pattaya | Chon Buri                     | 30                                     |
| 2011             | sirapassorn atthayakorn             | Chiang Mai                         | Tiffany’s Show Theatre, Pattaya | Chon Buri                     | 30                                     |
| 2010             | nalada thamthanakorn                | Bangkok                            | Tiffany’s Show Theatre, Pattaya | Chon Buri                     | 30                                     |
| 2009             | sorawee nattee (renunció al título) | Songkhla                           | Tiffany’s Show Theatre, Pattaya | Chon Buri                     | 30                                     |
| 2009             | wirittorn narapatpimol (sucesora)   | Desconocido                        | Tiffany’s Show Theatre, Pattaya | Chon Buri                     | 30                                     |
| 2008             | kangsadal wongdutsadeekul           | Kanchanaburi                       | Tiffany’s Show Theatre, Pattaya | Chon Buri                     | 30                                     |
| 2007             | thanyarat jiraphatpakorn            | Maha Sarakham                      | Tiffany’s Show Theatre, Pattaya | Chon Buri                     | 30                                     |
| 2006             | ratravee jirapraphakul              | Lopburi                            | Tiffany’s Show Theatre, Pattaya | Chon Buri                     | 30                                     |
| 2005             | tiptantree rujiranon                | Sing Buri                          | Tiffany’s Show Theatre, Pattaya | Chon Buri                     | 30                                     |
| 2004             | treechada petcharat                 | Phang Nga                          | Tiffany’s Show Theatre, Pattaya | Chon Buri                     | 30                                     |
| 2003             | pantawan jaruwatthananukul          | Desconocido                        | Tiffany’s Show Theatre, Pattaya | Chon Buri                     | 30                                     |
| 2002             | thanyaporn aunyasiri                | Desconocido                        | Tiffany’s Show Theatre, Pattaya | Chon Buri                     | 30                                     |
| 2001             | piyathida sakulthai                 | Desconocido                        | Tiffany’s Show Theatre, Pattaya | Chon Buri                     | 30                                     |
| 2000             | chanya moranon                      | Desconocido                        | Tiffany’s Show Theatre, Pattaya | Chon Buri                     | 30                                     |
| 1999             | phatreeya siri-ngamwong             | Nakhon Si Thammarat                | Tiffany’s Show Theatre, Pattaya | Chon Buri                     | 30                                     |
| 1998             | thanakorn wongprasert               | Desconocido                        | Tiffany’s Show Theatre, Pattaya | Chon Buri                     | 30                                     |
| 1984             | perada ratchadakorn                 | Desconocido                        | Tiffany’s Show Theatre, Pattaya | Chon Buri                     | 30                                     |

### Número de títulos por provincia
| Provincia           | Títulos | Años                                |
| ------------------- | ------- | ----------------------------------- |
| Bangkok             | 3       | 2010, 2012, 2016                    |
| Roi Et              | 1       | 2017                                |
| Nonthaburi          | 1       | 2015                                |
| Prachuap Khiri Khan | 1       | 2014                                |
| Samut Prakan        | 1       | 2013                                |
| Chiang Mai          | 1       | 2011                                |
| Songkhla            | 1       | 2009                                |
| Kanchanaburi        | 1       | 2008                                |
| Maha Sarakham       | 1       | 2007                                |
| Lopburi             | 1       | 2006                                |
| Sing Buri           | 1       | 2005                                |
| Phang Nga           | 1       | 2004                                |
| Nakhon Si Thammarat | 1       | 1999                                |
| Desconocido         | 5       | 1998, 2000, 2001, 2002, 2003, 2009* |

### Número de títulos ganados por región geográfica
| Regiones             | Títulos | Mejor actuación                                   |
| -------------------- | ------- | ------------------------------------------------- |
| Bangkok Metropolitan | 4       | Bangkok(3), Samut Prakan(1), Nonthaburi(1)        |
| Southern             | 3       | Songkhla(1), Phang Nga(1), Nakhon Si Thammarat(1) |
| Central              | 2       | Sing Buri(1), Lopburi(1)                          |
| Western              | 2       | Kanchanaburi(1), Prachuap Khiri Khan(1)           |
| Northeastern         | 2       | Maha Sarakham(1), Roi Et(1)                       |
| Northern             | 1       | Chiang Mai(1)                                     |
| Eastern              | 0       |                                                   |
| Desconocido          | 6       |                                                   |

## Representantes en el certamen Miss International Queen
Clave de color
- Primer puesto / Ganadora del certamen.
- Terminó en el segundo puesto.
- Terminó en el tercer puesto.
- Terminó entre el cuarto y el décimo puesto.

| Año     | Participante                | Lugar de Origen     | Resultado                          | Premio                                 |
| ------- | --------------------------- | ------------------- | ---------------------------------- | -------------------------------------- |
| 2017    | Rinrada Thurapan            | Roi Et              | Tercer puesto                      |                                        |
| 2016    | Jiratchaya Sirimongkolnawin | Bangkok             | Miss Reina Internacional 2016      | Miss Mundo Popular                     |
| 2015    | sopida siriwattananukoon    | Nonthaburi          | Tercer puesto                      | Miss Fotogenia                         |
| 2014    | Nitsa Katrahong             | Prachuab Khiri Khan | Segundo puesto                     | Miss Fotogenia, Mejor vestido nacional |
| 2013    | Nethnapada Kanrayanon       | Samut Prakan        | Tercer puesto                      | Miss Fotogenia                         |
| 2012    | Panvilas Mongkol            | Bangkok             | Tercer puesto                      |                                        |
| 2011    | Sirapassorn Atthayakorn     | Chiang Mai          | Miss Reina Internacional 2011      | Miss Piel Perfecta                     |
| 2010    | Nalada Thamthanakorn        | Bangkok             | Entre el cuarto y el décimo puesto | Mejor vestido de noche                 |
| 2008-09 | Sorawee Nattee              | Songkhla            | Entre el cuarto y el décimo puesto | Mejor vestido nacional                 |
| 2008-09 | Kangsadal Wongdutsadeekul   | Kanchanaburi        | Segundo puesto                     | Miss Fotogenia                         |
| 2007    | Thanyarat Jiraphatpakorn    | Maha Sarakham       | Miss Reina Internacional 2007      |                                        |
| 2006    | Ratravee Jirapraphakul      | Lopburi             | Tercer puesto                      |                                        |
| 2005    | Tiptantree Rujiranon        | Sing Buri           | Tercer puesto                      |                                        |
| 2004    | Treechada Petcharat         | Phang Nga           | Miss Reina Internacional 2004      | Mejor traje de baño                    |

## Past
Color key
- Declared as Winner
- Ended as Runner-up
- Ended as one of the top Semi-Finalists

### Miss Queen of the Universe Queen
| Year | Miss Tiffany's Universe    | Hometown            | Placement                       | Special awards and Continental Queen |
| ---- | -------------------------- | ------------------- | ------------------------------- | ------------------------------------ |
| 2003 | Pantawan Jaruwatthananukul | Unknown             |                                 |                                      |
| 2002 | Thanyaporn Aunyasiri       | Unknown             | Miss Queen of the Universe 2002 | Miss Congeniality                    |
| 2001 | Piyathida Sakulthai        | Unknown             |                                 |                                      |
| 2000 | Chanya Moranon             | Unknown             | Miss Queen of the Universe 2000 | Best National Costume                |
| 1999 | Phatreeya Siri-ngamwong    | Nakhon Si Thammarat | Miss Queen of the Universe 1999 | Best Evening Gown                    |
| 1998 | Thanakorn Wongprasert      | Unknown             |                                 |                                      |